# Gomphostemma
Gomphostemma là một chi thực vật có hoa trong họ Hoa môi (Lamiaceae).

## Loài
Chi Gomphostemma gồm các loài: